# テリムクドリモドキ
テリムクドリモドキ（学名:Euphagus cyanocephalus）は、ムクドリモドキ科に分類される鳥類の一種。

## 分布
- 新北区

## 形態
全長21-23cm。オスは全身が光沢のある黒色をしており、虹彩は黄色。メスは灰褐色をしており、虹彩は褐色。

## 生態
農耕地、高山の草地、海岸、都市部などに生息する。冬季には群れで行動する。
繁殖期にはコロニーを形成し、低木や地面に枯草と泥を用いた巣を作る。コウウチョウの托卵対象とされることがある。